# 洛维托斯
洛维托斯（西班牙語：Lobitos）是秘鲁的一座城镇，位于皮乌拉地区塔拉拉省的洛维托斯区。该镇西北临太平洋，南距塔拉拉省首府塔拉拉约14公里。